# Политропный процесс
Политро́пный процесс, политропи́ческий процесс — термодинамический процесс, во время которого теплоёмкость газа остаётся неизменной.
В соответствии с сущностью понятия теплоёмкости {\displaystyle C={\delta Q \over \delta T}}, предельными частными явлениями политропного процесса являются изотермический процесс, теплоёмкость которого бесконечна ({\displaystyle \delta T=0}), и адиабатный процесс, который протекает без подвода теплоты, и, следовательно, теплоёмкость которого равна нулю ({\displaystyle \delta Q=0}).
В случае идеального газа, изобарный процесс и изохорный процесс также являются политропными (удельные теплоёмкости идеального газа при постоянном объёме и постоянном давлении соответственно равны {\displaystyle iR/(2M)} и ({\displaystyle i+2)R/(2M)}, (где {\displaystyle R} — универсальная газовая постоянная, {\displaystyle M} — молярная масса, {\displaystyle i} — число степеней свободы) и не меняются при изменении термодинамических параметров).

## Показатель политропы
Кривая на термодинамических диаграммах, изображающая политропный процесс, называется «политропа». Для идеального газа уравнение политропы может быть записано в виде:
{\displaystyle PV^{n}=const,}
где {\displaystyle P} — давление, {\displaystyle V} — объём газа, {\displaystyle n} — «показатель политропы», причём
{\displaystyle n={c-c_{P} \over c-c_{V}}.}
Здесь {\displaystyle c} — теплоёмкость газа в данном процессе, {\displaystyle c_{P}} и {\displaystyle c_{V}} — теплоёмкости того же газа, соответственно, при постоянном давлении и объёме.
Разным видам процессов соответствуют разные значения {\displaystyle n}:
- Изотермический процесс: {\displaystyle n=1}, так как {\displaystyle T=const}, значит, по закону Бойля — Мариотта {\displaystyle PV=const}, и уравнение политропы вынуждено выглядеть так: {\displaystyle PV^{1}=const}.

- Изобарный процесс: {\displaystyle n=0}, так как {\displaystyle P=const}, и уравнение политропы вынуждено выглядеть так: {\displaystyle PV^{0}=const}.

- Адиабатный процесс: {\displaystyle n=\gamma } (здесь {\displaystyle \gamma } — показатель адиабаты), это следует из уравнения Пуассона.

- Изохорный процесс: {\displaystyle n=\infty }, так как {\displaystyle V=const}, и в процессе {\displaystyle V_{2}/V_{1}=1}, а из уравнения политропы следует, что {\displaystyle P_{1}V_{1}^{n}=P_{2}V_{2}^{n}=const}, то есть, что {\displaystyle (V_{2}/V_{1})^{n}=P_{1}/P_{2}}, то есть {\displaystyle (P_{1}/P_{2})^{(1/n)}=V_{2}/V_{1}=1}, а это возможно, только если {\displaystyle n} является бесконечным.

| Значение показателя политропы | Уравнение                          | Описание процесса |
| ----------------------------- | ---------------------------------- | --- |
| {\displaystyle n<0}           | —                                  | Хотя этот случай не имеет практического значения для наиболее распространённых технических приложений, показатель политропы может принимать отрицательные значения в некоторых специальных случаях, рассматриваемых, например, в некоторых состояниях плазмы в астрофизике. |
| {\displaystyle n=0}           | {\displaystyle PV^{0}=P=const}     | Изобарный процесс (протекающий при постоянном давлении). Происходит как изменение внутренней энергии, так и совершение работы |
| {\displaystyle n=1}           | {\displaystyle PV=NkT}             | Изотермический процесс (протекающий при постоянной температуре). Следуя из основного уравнения МКТ для идеального газа и первого начала термодинамики, внутренняя энергия идеального газа в данном процессе не меняется, и вся подведённая теплота затрачивается на совершение работы. Однако, это не справедливо для реальных газов, внутренняя энергия которых зависит и от температуры, и от объёма |
| {\displaystyle 1<n<\gamma }   | —                                  | Квазиадиабатические процессы, протекающие, например, в двигателях внутреннего сгорания во время расширения газа. |
| {\displaystyle n=\gamma }     | {\displaystyle PV^{\gamma }=const} | {\displaystyle \gamma =}{\displaystyle {\frac {C_{P}}{C_{V}}}} — показатель адиабаты, используемый при описании адиабатического процесса (происходит без теплообмена газа с окружающей средой. Обмен энергией термодинамической системы с окружающей средой исключительно за счёт совершения работы).                                                                                                  |
| {\displaystyle n=\infty }     | —                                  | Изохорный процесс (протекающий при постоянном объёме. Газ работы не совершает, обмен энергией с окружающей средой только посредством теплообмена). |

Когда показатель {\displaystyle n} лежит в пределах между любыми двумя значениями из указанных выше (0, 1, {\displaystyle \gamma }, или {\displaystyle \infty }), это означает, что график политропного процесса заключён между графиками соответствующих двух процессов.
Заметим, что {\displaystyle 1<\gamma <2}, так как {\displaystyle \gamma ={\frac {C_{P}}{C_{V}}}={\frac {C_{V}+R}{C_{V}}}=1+{\frac {R}{C_{V}}}={\frac {C_{P}}{C_{P}-R}}.}